# Michael Krause
Michael Krause   (Magdeburg, 24 de juliol de 1946 - 23 de juny de 2024) fou un jugador d'hoquei sobre herba alemany que va competir sota bandera de la República Federal Alemanya durant les dècades de 1960 i 1970.
El 1968 va prendre part en els Jocs Olímpics d'Estiu de Ciutat de Mèxic, on fou quart en la competició d'hoquei sobre herba. Quatre anys més tard, als Jocs de Munic, va guanyar la medalla d'or en la mateixa competició. El 1976, a Montreal, va disputar els seus tercers, i darrers, Jocs Olímpics. En ells fou cinquè en la competició d'hoquei sobre herba. En el seu palmarès també destaca una medalla d'or al Campionat d'Europa de 1970 i una de plata al Campionat del Món de 1973. Entre 1966 i 1976 va disputar 82 partits amb la selecció alemanya.
A nivell de clubs va jugar al Schwarz-Weiß Köln. Entre 1993 i 1999 va ser president de la Federació Alemanya d'Hoquei. Va ser membre del Comitè Olímpic Nacional d'Alemanya.